# Eleonora Wexler
Pour les articles homonymes, voir Wexler.
Eleonora Wexler est une actrice argentine, née le 2 avril 1974 à Parque Patricios (Buenos Aires).

## Filmographie

### Longs métrages
- 1986 : Te amo d'Eduardo Calcagno
- 1992 : Fuego gris de Pablo César
- 1995 : Geisha d'Eduardo Rospo
- 1995 : El dedo en la llaga d'Alberto Lecchi
- 1997 : Buenos Aires me mata de Beda Docampo Feijóo
- 1997 : La casa de Tourneur de Jorge Caterbone
- 2003 : La Mina de Víctor Laplace
- 2013 : Omisión de Marcelo Páez Cubells
- 2016 : Ataúd blanco de Daniel de La Vega
- 2016 : Amateur de Sebastian Perillo
- 2018 : Pensando en él de Pablo César
- 2020 : Los hermanos Vega de[Qui ?]

### Courts métrages
- 1988 : Documental educacional de Carlos Galettini
- 1991 : Rojo de Paula Hernández
- 1996 : Líneas de teléfono de Marcelo Brigante
- 2003 : El murmullo de las venas de Sebastián D'Angelo

### Séries télévisées
- 1983-1985 : Mesa de Noticias : Eleonora
- 1986 : Venganza de mujer : Soledad
- 1987 : La cuñada : María « Mari » López
- 1988 : Plomera de mi barrio : Renata
- 1990 : Estado civil : María « Mechi » Mercedes
- 1991-1993 : La banda del Golden Rocket : Cecilia
- 1993-1994 : Solo para parejas : Martina Morales
- 1994 : Inconquistable corazón : Zamira
- 1994-1995 : Alta comedia
- 1995-1996 : La hermana mayor : Fernanda
- 1996 : Los ángeles no lloran : Lita Paula Di Stefano
- 1997 : El Garante : Abril Cárdenas
- 1998 : La condena de Gabriel Doyle : Bárbara
- 1998-1999 : Como vos & yo : Valentina Martínez Godoy
- 2001 : Los médicos de hoy 2 : Dr Priscila Peralta
- 2002 : Ciudad de pobres corazones : Gloria
- 2003 : Tres padres solteros : Carla Montes
- 2003 : Los simuladores : Corina
- 2005 : Amor en custodia : Ángeles Carrizo
- 2006 : Amas de casa desesperadas : Aldana Mitre
- 2006 : Killer Women (Mujeres asesinas 2) : Rosa
- 2007-2008 : Son de Fierro : Rita
- 2008 : Vidas robadas : Daniela Durán
- 2009-2010 : Valientes : Juana Gómez Acuña
- 2010-2011 : Un año para recordar : Micaela Méndez
- 2011 : El hombre de tu vida : Julieta Velado
- 2011 : Maltratadas : Solange Roca
- 2011 : Volver al ruedo : Lucila
- 2011 : Decisiones de vida : Pilar
- 2012 : Condicionados : Natasha
- 2012 : Daños colaterales : Jorgelina Mujica
- 2013 : Historia clínica : Eva Perón
- 2013 : Los vecinos en guerra : Lisa Ramos/ Mercedes « Mecha » Maidana
- 2014-2015 : Noche y día : Martina Mendoza
- 2015 : Conflictos modernos : Juliana
- 2017 : Amar después de amar : Carolina Fazzio de Alvarado
- 2017-2018 : Golpe al corazón : Dr Marcela Ríos
- 2017-2018 : Un gallo para Esculapio : Estela Benítez
- 2018 : Cien días para enamorarse : Renata Grimaldi
- 2019 : Tu parte del trato : María Cortés
- 2020 : L'Autre Côté (La Valla) : Alma López-Durán